# 37022 Робертовітторі
37022 Робертовітторі (37022 Robertovittori) — астероїд головного поясу, відкритий 22 жовтня 2000 року.
Тіссеранів параметр щодо Юпітера — 3,314.